# Mecze reprezentacji Polski w piłce nożnej kobiet prowadzonej przez Ninę Patalon
Zestawienie oficjalnych meczów międzypaństwowych seniorskiej reprezentacji Polski kobiet pod wodzą Niny Patalon.

## Opis
15 marca 2021 Nina Patalon - po rezygnacji Miłosza Stępińskiego - została tymczasową, a 29 kwietnia 2021 mianowana nową selekcjonerką kobiecej reprezentacji Polski. Debiut w tej roli zaliczyła 13 kwietnia 2021 na Stadionie Widzewa w Łodzi, przegranym 2:4 towarzyskim meczem ze Szwecją.

## Oficjalne spotkania międzypaństwowe
| Lp. | Data       | Miejsce                                              | Przeciwnik | Wynik | Rodzaj meczu           | Źródło        |
| --- | ---------- | ---------------------------------------------------- | ---------- | ----- | ---------------------- | ------------- |
| 1.  | 13.04.2021 | Stadion Widzewa Łódź, Łódź                           | Szwecja    | 2:4   | Mecz towarzyski        | [ 4 ]         |
| 2.  | 11.06.2021 | * Boczne boisko Pinatar Arena, San Pedro del Pinatar | Finlandia  | 2:2   | Mecz towarzyski        | [ 5 ]         |
| 3.  | 14.06.2021 | * Estadio Cartagonova, Kartagena                     | Czechy     | 5:0   | Mecz towarzyski        | [ 6 ]         |
| 4.  | 17.09.2021 | Polsat Plus Arena Gdańsk, Gdańsk                     | Belgia     | 1:1   | El. Mundialu 2023      | [ 7 ]         |
| 5.  | 21.09.2021 | Stadion im. Wazgena Sarkisjana, Erywań               | Armenia    | 1:0   | El. Mundialu 2023      | [ 8 ]         |
| 6.  | 21.10.2021 | Stadion Widzewa Łódź, Łódź                           | Norwegia   | 0:0   | El. Mundialu 2023      | [ 9 ]         |
| 7.  | 26.10.2021 | Stadion Miejski, Tychy                               | Albania    | 2:0   | El. Mundialu 2023      | [ 10 ]        |
| 8.  | 25.11.2021 | Stadion im. Fadila Vokrriego, Prisztina              | Kosowo     | 2:1   | El. Mundialu 2023      | [ 11 ]        |
| 9.  | 30.11.2021 | Stadion Den Dreef, Heverlee                          | Belgia     | 0:4   | El. Mundialu 2023      | [ 12 ]        |
| 10. | 16.02.2022 | * Centro de Fútbol La Manga Club, La Manga           | Irlandia   | 1:2   | Mecz towarzyski        | [ 13 ]        |
| 11. | 19.02.2022 | * Centro de Fútbol La Manga Club, La Manga           | Węgry      | 1:2   | Mecz towarzyski        | [ 14 ]        |
| 12. | 22.02.2022 | * Centro de Fútbol La Manga Club, La Manga           | Słowacja   | 0:2   | Mecz towarzyski        | [ 15 ]        |
| 13. | 07.04.2022 | Stadion GOSiR, Gdynia                                | Armenia    | 12:0  | El. Mundialu 2023      | [ 16 ]        |
| 14. | 12.04.2022 | Ullevaal Stadion, Oslo                               | Norwegia   | 1:2   | El. Mundialu 2023      | [ 17 ]        |
| 15. | 29.06.2022 | Boisko Hotelu Rodan-Groklin, Grodzisk Wielkopolski   | Islandia   | 1:3   | Mecz towarzyski        | [ 18 ]        |
| 16. | 01.09.2022 | Elbasan Arena, Elbasan                               | Albania    | 2:1   | El. Mundialu 2023      | [ 19 ]        |
| 17. | 06.09.2022 | Arena Lublin, Lublin                                 | Kosowo     | 7:0   | El. Mundialu 2023      | [ 20 ]        |
| 18. | 06.10.2022 | * Estadio La Cartuja, Sewilla                        | Maroko     | 4:0   | Mecz towarzyski        | [ 21 ]        |
| 19. | 09.10.2022 | * Estadio El Palmar, Sanlúcar de Barrameda           | Argentyna  | 2:2   | Mecz towarzyski        | [ 22 ]        |
| 20. | 11.11.2022 | Stadion Miejski, Ostrowiec Świętokrzyski             | Rumunia    | 6:0   | Mecz towarzyski        | [ 23 ] [ 24 ] |
| 21. | 17.02.2023 | Algeciras                                            |            | 0:0   | Mecz towarzyski        |               |
| 22. | 21.02.2023 | Marbella                                             |            | 1:1   | Mecz towarzyski        |               |
| 23. | 6.04.2023  | Łódź                                                 |            | 2:1   | Mecz towarzyski        |               |
| 24. | 11.04.2023 | Rotterdam                                            |            | 1:4   | Mecz towarzyski        |               |
| 25. | 22.09.2023 | Ateny                                                |            | 3:1   | Liga Narodów 2023/2024 |               |
| 26. | 26.09.2023 | Gdynia                                               |            | 2:1   | Liga Narodów 2023/2024 |               |
| 27. | 27.10.2023 | Tychy                                                |            | 2:1   | Liga Narodów 2023/2024 |               |
| 28. | 31.10.2023 | Stara Pazova                                         |            | 1:1   | Liga Narodów 2023/2024 |               |
| 29. | 1.12.2023  | Stalowa Wola                                         |            | 1:0   | Liga Narodów 2023/2024 |               |
| 30. | 5.12.2023  | Sosnowiec                                            |            | 2:0   | Liga Narodów 2023/2024 |               |
| 31. | 23.02.2024 | Marbella                                             |            | 1:4   |                        |               |
| 32. | 27.02.2024 | Marbella                                             |            | 1:0   |                        |               |
| 33. | 5.04.2024  | Kópavogur                                            |            | 3:0   |                        |               |
| 34. | 9.04.2024  | Gdynia                                               |            | 1:3   |                        |               |
| 35. | 31.05.2024 | Rostock                                              |            | 1:4   |                        |               |
| 36. | 4.06.2024  | Gdynia                                               |            | 1:3   |                        |               |
| 37. | 12.07.2025 | Altach                                               |            | 1:3   |                        |               |
| 38. | 16.07.2025 | Sosnowiec                                            |            | 0:1   |                        |               |
| 39. | 25.10.2025 | Bukareszt                                            |            | 2:1   |                        |               |
| 40. | 29.10.2025 | Gdańsk                                               |            | 4:1   |                        |               |
| 41. | 29.11.2025 | Gdańsk                                               |            | 1:0   |                        |               |
| 42  | 2.12.2025  | Wiedeń                                               |            | 1:0   |                        |               |

## Bilans

### Ogółem
| Ogółem | M  | Z | R | P | GZ | GS | BG  |
| ------ | -- | - | - | - | -- | -- | --- |
| Ogółem | 20 | 9 | 4 | 7 | 52 | 26 | +26 |

### Miejsce
| Miejsce         | M | Z | R | P | GZ | GS | BG  |
| --------------- | - | - | - | - | -- | -- | --- |
| Dom             | 8 | 4 | 2 | 2 | 31 | 8  | +23 |
| Wyjazd          | 5 | 3 | 0 | 2 | 6  | 8  | –2  |
| Neutralny teren | 7 | 2 | 2 | 3 | 15 | 10 | +5  |

### Turnieje
| Turniej               | M  | Z | R | P | GZ | GS | BG  |
| --------------------- | -- | - | - | - | -- | -- | --- |
| El. mistrzostw świata | 10 | 6 | 2 | 2 | 28 | 9  | +19 |
| Mecze towarzyskie     | 10 | 3 | 2 | 5 | 24 | 17 | +7  |

### Lata
| Rok  | M  | Z | R | P | GZ | GS | BG  |
| ---- | -- | - | - | - | -- | -- | --- |
| 2021 | 9  | 4 | 3 | 2 | 15 | 12 | +3  |
| 2022 | 11 | 5 | 1 | 5 | 37 | 14 | +23 |

## Rekordy
- Najwyższe zwycięstwo:  Armenia 12:0 (07.04.2022, Gdynia)
- Najwyższa porażka:  Belgia 0:4 (30.11.2021, Heverlee)
- Najdłuższa seria zwycięstw: 3 ( Albania,  Kosowo,  Maroko)
- Najdłuższa seria bez porażki: 6 ( Czechy,  Belgia,  Armenia,  Norwegia,  Albania,  Kosowo)
- Najdłuższa seria spotkań bez straty gola: 3 ( Armenia,  Norwegia,  Albania)
- Najszybciej zdobyty gol: Paulina Dudek ( Kosowo, 06.09.2022, Lublin) – 3 min.
- Najszybciej stracony gol:  Liridona Syla (25.11.2021, Prisztina) – 4 min.

## Strzelcy
| Lp. | Zawodnik              | Gole |
| --- | --------------------- | ---- |
| 1.  | Ewa Pajor             | 13   |
| 2.  | Nikola Karczewska     | 8    |
| 3.  | Martyna Wiankowska    | 6    |
| 4.  | Weronika Zawistowska  | 5    |
| 5.  | Paulina Dudek         | 3    |
| 5.  | Natalia Padilla-Bidas | 3    |
| 7.  | Adriana Achcińska     | 2    |
| 7.  | Zofia Buszewska       | 2    |
| 7.  | Dominika Grabowska    | 2    |
| 7.  | Małgorzata Mesjasz    | 2    |
| 7.  | Natalia Wróbel        | 2    |
| 12. | Karolina Gec          | 1    |
| 12. | Kinga Kozak           | 1    |
| 12. | Klaudia Lefeld        | 1    |
| 12. | Anna Zapała           | 1    |

## Mecze zawodników w reprezentacji za kadencji Patalon
| Lp.        | Zawodnik              | Data urodzenia | Mecze     | Gole      | Kartki żółte/czerwone |
| Bramkarze  | Bramkarze             | Bramkarze      | Bramkarze | Bramkarze | Bramkarze             |
| ---------- | --------------------- | -------------- | --------- | --------- | --------------------- |
| 1.         | Katarzyna Kiedrzynek  | 19.03.1991     | 3         | 0         | 0                     |
| 2.         | Karolina Klabis       | 19.07.1991     | 9         | 0         | 0                     |
| 3.         | Kinga Szemik          | 25.06.1997     | 4         | 0         | 0                     |
| 4.         | Anna Szymańska        | 05.12.1988     | 4         | 0         | 0                     |
| Obrońcy    |                       |                |           |           |                       |
| 1.         | Kayla Adamek          | 01.02.1995     | 3         | 0         | 0                     |
| 2.         | Patrycja Balcerzak    | 01.01.1994     | 1         | 0         | 0                     |
| 3.         | Zofia Buszewska       | 05.04.2002     | 16        | 2         | 2/0                   |
| 4.         | Paulina Dudek         | 16.06.1997     | 13        | 3         | 1/0                   |
| 5.         | Małgorzata Grec       | 11.09.1999     | 2         | 0         | 0                     |
| 6.         | Katarzyna Konat       | 17.01.1996     | 3         | 0         | 0                     |
| 7.         | Sylwia Matysik        | 20.05.1997     | 12        | 0         | 0                     |
| 8.         | Małgorzata Mesjasz    | 12.06.1997     | 20        | 2         | 0                     |
| 9.         | Joanna Siwińska       | 02.04.1991     | 1         | 0         | 0                     |
| 10.        | Martyna Wiankowska    | 24.12.1996     | 19        | 6         | 3/0                   |
| 11.        | Oliwia Woś            | 15.08.1999     | 1         | 0         | 0                     |
| Pomocnicy  |                       |                |           |           |                       |
| 1.         | Adriana Achcińska     | 22.04.2002     | 15        | 2         | 3/0                   |
| 2.         | Dominika Grabowska    | 26.12.1998     | 17        | 2         | 2/0                   |
| 3.         | Gabriela Grzybowska   | 21.11.2002     | 1         | 0         | 0                     |
| 4.         | Gabriela Grzywińska   | 16.02.1996     | 13        | 0         | 1/0                   |
| 5.         | Weronika Kaczor       | 30.05.2003     | 2         | 0         | 0                     |
| 6.         | Ewelina Kamczyk       | 22.02.1996     | 11        | 0         | 0                     |
| 7.         | Kinga Kozak           | 15.12.2002     | 8         | 1         | 0                     |
| 8.         | Klaudia Lefeld        | 29.05.1998     | 7         | 1         | 0                     |
| 9.         | Natalia Padilla-Bidas | 06.11.2002     | 19        | 3         | 1/0                   |
| 10.        | Tanja Pawollek        | 18.01.1999     | 6         | 0         | 0                     |
| 11.        | Anna Rędzia           | 02.10.1996     | 2         | 0         | 0                     |
| 12.        | Paulina Tomasiak      | 02.01.2000     | 1         | 0         | 0                     |
| 13.        | Joanna Wróblewska     | 27.12.1995     | 5         | 0         | 0                     |
| 14.        | Natalia Wróbel        | 09.08.2003     | 6         | 2         | 0                     |
| 15.        | Weronika Zawistowska  | 17.12.1999     | 19        | 5         | 0                     |
| 16.        | Karolina Gec          | 12.09.1992     | 1         | 0         | 0                     |
| Napastnicy |                       |                |           |           |                       |
| 1.         | Karolina Gec          | 09.07.2004     | 4         | 1         | 0                     |
| 2.         | Klaudia Jedlińska     | 09.02.2000     | 3         | 0         | 0                     |
| 3.         | Nikol Kaletka         | 06.02.1995     | 13        | 0         | 2/0                   |
| 4.         | Nikola Karczewska     | 16.10.1999     | 15        | 8         | 2 tf 1                |
| 5.         | Dominika Kopińska     | 11.10.1990     | 4         | 0         | 0                     |
| 6.         | Klaudia Maciążka      | 01.03.2001     | 3         | 0         | 0                     |
| 7.         | Ewa Pajor             | 03.12.1996     | 12        | 13        | 0                     |
| 8.         | Agata Tarczyńska      | 27.06.1988     | 3         | 0         | 0                     |
| 9.         | Anna Zapała           | 03.03.1996     | 8         | 1         | 0                     |

## Szczegóły
| 13 kwietnia 2021 18:30 CET | Polska · Pajor 26', 48' | 2:4(1:2)Raport | Szwecja · 37', 42' Blackstenius · 86' Seger · 90' Hurtig | Stadion Widzewa Łódź, Łódź Widzów: 0 Sędzia: Réka Molnár |
|                            |                         |                |                                                          |                                                          |

 Polska: Katarzyna Kiedrzynek - Zofia Buszewska (76. Anna Rędzia), Małgorzata Mesjasz, Paulina Dudek, Martyna Wiankowska - Natalia Padilla-Bidas (79. Klaudia Jedlińska), Gabriela Grzywińska (72. Joanna Wróblewska), Adriana Achcińska, Dominika Grabowska, Ewelina Kamczyk (46. Nikol Kaletka; 87. Kinga Kozak) - Ewa Pajor (80. Nikola Karczewska).
 Szwecja: Zećira Mušović - Jessica Wik (64. Jonna Andersson), Amanda Ilestedt, Emma Kullberg, Josefine Rybrink - Rebecka Blomqvist (82. Sofia Jakobsson), Filippa Angeldal (64. Johanna Rytting Kaneryd), Filippa Curmark (64. Caroline Seger), Hanna Bennison, Olivia Schough (64. Madelen Janogy) - Stina Blackstenius (82. Lina Hurtig).
| 11 czerwca 2021 19:00 CET | Polska · Grabowska 58' · Pajor 77' | 2:2(0:2)Raport | Finlandia · 23' Summanen · 25' (sam.) Klabis | Boczne boisko Pinatar Arena, San Pedro del Pinatar Sędzia: Marta Frías Acedo |
|                           |                                    |                |                                              |                                                                              |

 Polska: Karolina Klabis - Sylwia Matysik, Małgorzata Mesjasz, Jolanta Siwińska, Martyna Wiankowska - Natalia Padilla-Bidas (84. Klaudia Jedlińska), Gabriela Grzywińska, Adriana Achcińska (84. Zofia Buszewska), Dominika Grabowska (84. Karolina Gec), Weronika Zawistowska (62. Ewelina Kamczyk) - Ewa Pajor.
 Finlandia: Paula Myllyoja - Nora Heroum (62. Jutta Rantala), Anna Westerlund, Natalia Kuikka, Emma Koivisto - Adelina Engman, Emmi Alanen (46. Olga Ahtinen), Eveliina Summanen, Ria Öling (84. Kaisa Collin), Sanni Franssi - Linda Sällström (84. Juliette Kemppi).
| 14 czerwca 2021 11:00 CET | Polska · Pajor 26', 33' · Achcińska 43' · Zawistowska 68' · Buszewska 87' | 5:0(3:0)Raport | Czechy | Estadio Cartagonova, Kartagena Sędzia: Zuzana Valentová |
|                           |                                                                           |                |        |                                                         |

 Polska: Anna Szymańska - Sylwia Matysik, Małgorzata Mesjasz, Patrycja Balcerzak (75. Zofia Buszewska), Martyna Wiankowska - Natalia Padilla-Bidas (46. Weronika Zawistowska), Gabriela Grzywińska (46. Joanna Wróblewska), Adriana Achcińska, Dominika Grabowska (62. Nikol Kaletka), Ewelina Kamczyk (62. Paulina Tomasiak) - Ewa Pajor (75. Nikola Karczewska).
 Czechy: Alexandra Vaníčková (46. Olivie Lukášová) - Aneta Dědinová (46. Simona Necidová), Natálie Kavalová, Eliška Sonntagová, Gabriela Šlajsová - Gabriela Matoušková (46. Franny Černá), Aneta Pochmanová, Kateřina Bužková (86. Petra Bertholdová), Michaela Khýrová (62. Tereza Krejčiříková) - Karolína Křivská, Lucie Voňková (62. Klára Cahynová).
| 17 września 2021 19:00 CET | Polska · Pajor 40' | 1:1(1:0)Raport | Belgia · 79' Cayman | Polsat Plus Arena Gdańsk, Gdańsk Widzów: 8011 Sędzia: Iuliana Elena Demetrescu |
|                            |                    |                |                     |                                                                                |

 Polska: Anna Szymańska - Sylwia Matysik, Małgorzata Mesjasz, Paulina Dudek, Martyna Wiankowska - Weronika Zawistowska (81. Klaudia Maciążka), Adriana Achcińska, Gabriela Grzywińska (81. Kinga Kozak), Dominika Grabowska, Natalia Padilla-Bidas (64. Ewelina Kamczyk) - Ewa Pajor.
 Belgia: Justien Odeurs - Laura Deloose (76. Jarne Teulings), Amber Tysiak, Charlotte Tison (57. Hannah Eurlings), Davina Philtjens - Janice Cayman, Justine Vanhaevermaet, Julie Biesmans, Marie Minnaert (57. Davinia Vanmechelen) - Tine Lea De Caigny, Tessa Wullaert.
| 21 września 2021 17:30 CET | Armenia | 0:1(0:1)Raport | Polska · 27' Zawistowska | Stadion im. Wazgena Sarkisjana, Erywań Widzów: 750 Sędzia: Catarina Ferreira |
|                            |         |                |                          |                                                                              |

 Armenia: Lena Andriasjan - Sydney Vermillion, Nora Eghjan, Kristine Aleksanjan, Armine Chaczatrjan (53. Liana Ghazarjan), Ani Ghukasjan - Ani Karapetjan (90. Susanna Badaljan), Maria Sachinowa (86. Luiza Ghazarjan), Olga Osipjan (90. Nyree Der-Megerdichian), Anna Dallakjan (86. Oksanna Pizlowa) - Maral Artin.
 Polska: Anna Szymańska - Sylwia Matysik (90. Natalia Padilla-Bidas), Małgorzata Mesjasz, Paulina Dudek, Martyna Wiankowska - Gabriela Grzywińska (71. Nikol Kaletka), Adriana Achcińska, Dominika Grabowska (46. Nikola Karczewska) - Weronika Zawistowska, Kinga Kozak, Ewelina Kamczyk (71. Anna Rędzia).
| 21 października 2021 19:15 CET | Polska | 0:0Raport | Norwegia | Stadion Widzewa Łódź, Łódź Widzów: 2660 Sędzia: Jana Adámková |
|                                |        |           |          |                                                               |

 Polska: Karolina Klabis - Zofia Buszewska, Małgorzata Mesjasz, Paulina Dudek, Sylwia Matysik - Gabriela Grzywińska, Adriana Achcińska (24. Dominika Grabowska), Nikol Kaletka (69. Kinga Kozak) - Natalia Padilla-Bidas, Weronika Zawistowska, Martyna Wiankowska (84. Nikola Karczewska).
 Norwegia: Cecilie Hauståker Fiskerstrand - Tuva Hansen, Guro Bergsvand, Maria Thorisdottir - Amalie Vevle Eikeland (55. Elisabeth Terland), Ingrid Syrstad Engen, Frida Leonhardsen Maanum, Julie Blakstad (90. Vilde Bøe Risa) - Caroline Graham Hansen, Lisa-Marie Karlseng Utland (78. Karina Sævik), Guro Reiten.
| 26 października 2021 19:45 CET | Polska · Dudek 40' (k.) · Mesjasz 89' | 2:0(1:0)Raport | Albania | Stadion Miejski, Tychy Widzów: 2361 Sędzia: Simona Ghisletta |
|                                |                                       |                |         |                                                              |

 Polska: Karolina Klabis - Zofia Buszewska (82. Ewelina Kamczyk), Małgorzata Mesjasz, Paulina Dudek, Sylwia Matysik - Martyna Wiankowska, Adriana Achcińska, Gabriela Grzywińska (82. Joanna Wróblewska), Dominika Grabowska, Natalia Padilla-Bidas (64. Nikol Kaletka) - Weronika Zawistowska.
 Albania: Viona Rexhepi - Luçije Gjini, Alma Hilaj, Sara Maliqi, Arbenita Curraj - Mimoza Hamidi, Esmeralda Franja, Endrina Elezaj, Megi Doçi, Qëndresa Krasniqi (90. Sara Begallo) - Kristina Maksuti (90. Esi Lufo).
| 25 listopada 2021 16:00 CET | Kosowo · Syla 4' | 1:2(1:2)Raport | Polska · 18' Gec · 35' Wiankowska | Stadion im. Fadila Vokrriego, Prisztina Widzów: 300 Sędzia: Gala Eczewa |
|                             |                  |                |                                   |                                                                         |

 Kosowo: Florentina Kolgeci - Lumbardha Misini, Besarta Hisenaj, Liridona Syla, Fatlinda Ramaj, Edona Kryeziu (72. Verona Berisha) - Kaltrina Biqkaj (72. Blerta Smaili), Donjeta Halilaj (46. Donika Grajqevci), Blerta Shala, Erëleta Memeti (90. Fleta Musaj) - Besjana Reçica (46. Valentina Limani).
 Polska: Karolina Klabis - Zofia Buszewska, Małgorzata Mesjasz, Paulina Dudek, Martyna Wiankowska - Weronika Zawistowska (87. Ewelina Kamczyk), Adriana Achcińska, Dominika Grabowska, Nikol Kaletka (46. Gabriela Grzybowska), Natalia Padilla-Bidas (75. Natalia Wróbel) - Karolina Gec (75. Nikola Karczewska).
| 30 listopada 2021 20:30 CET | Belgia · De Caigny 15' · Eurlings 33' · Cayman 38' · Mesjasz 51' (sam.) | 4:0(3:0)Raport | Polska | Stadion Den Dreef, Heverlee Widzów: 2847 Sędzia: Marta Huerta de Aza |
|                             |                                                                         |                |        |                                                                      |

 Belgia: Nicky Evrard - Jody Vangheluwe (67. Sarah Wijnants), Amber Tysiak, Laura De Neve, Davina Philtjens (85. Laura Deloose) - Hannah Eurlings (84. Jassina Blom), Janice Cayman, Justine Vanhaevermaet, Tine De Caigny (84. Lenie Onzia), Julie Biesmans (71. Marie Minnaert) - Tessa Wullaert.
 Polska: Karolina Klabis - Zofia Buszewska, Małgorzata Mesjasz, Paulina Dudek, Martyna Wiankowska - Weronika Zawistowska (90. Anna Zapała), Adriana Achcińska, Dominika Grabowska, Nikol Kaletka (53. Sylwia Matysik), Natalia Padilla-Bidas (61. Ewelina Kamczyk) - Karolina Gec (62. Nikola Karczewska).
| 16 lutego 2022 15:30 CET | Irlandia · Lucy Quinn 66' · Louise Quinn 75' | 2:1(0:0)Raport | Polska · 49' (k.) Dudek | Centro de Fútbol La Manga Club, La Manga Sędzia: Zuzana Valentová |
|                          |                                              |                |                         |                                                                   |

 Irlandia: Courtney Brosnan - Niamh Fahey, Louise Quinn, Savannah McCarthy - Heather Payne (67. Jess Ziu), Ruesha Littlejohn, Megan Connolly, Lucy Quinn, Denise O’Sullivan, Katie McCabe - Kyra Carusa (82. Amber Barrett).
 Polska: Karolina Klabis - Zofia Buszewska (79. Katarzyna Konat), Małgorzata Mesjasz, Paulina Dudek, Martyna Wiankowska (67. Anna Zapała) - Weronika Zawistowska, Gabriela Grzywińska, Adriana Achcińska (79. Karolina Gec), Dominika Grabowska, Ewelina Kamczyk (67. Natalia Padilla-Bidas) - Nikola Karczewska.
| 19 lutego 2022 15:30 CET | Polska · Zawistowska 20' | 1:2(1:1)Raport | Węgry · 16' Csiszár · 90' Vágó | Centro de Fútbol La Manga Club, La Manga Sędzia: Miriama Bočková |
|                          |                          |                |                                |                                                                  |

 Polska: Katarzyna Kiedrzynek - Anna Zapała, Małgorzata Mesjasz, Paulina Dudek, Martyna Wiankowska - Natalia Padilla-Bidas (65. Zofia Buszewska), Joanna Wróblewska (46. Adriana Achcińska), Gabriela Grzywińska, Nikol Kaletka (46. Dominika Grabowska), Weronika Zawistowska - Nikola Karczewska (65. Ewelina Kamczyk).
 Węgry: Barbara Bíró - Laura Kovács, Lilla Turányi, Beatrix Fördős (46. Dóra Zeller), Viktória Szabó - Diána Németh (71. Adrienn Oláh), Henrietta Csiszár, Eszter Kovács (46. Petra Kocsán) - Evelin Fenyvesi (46. Emőke Pápai), Bernadett Zágor (81. Fanni Vachter), Fanny Vágó.
| 22 lutego 2022 15:30 CET | Polska | 0:2(0:0)Raport | Słowacja · 55' Mikolajová · 83' Semanová | Centro de Fútbol La Manga Club, La Manga Sędzia: Lucie Šulcová |
|                          |        |                |                                          |                                                                |

 Polska: Katarzyna Kiedrzynek - Anna Zapała (84. Zofia Buszewska), Małgorzata Mesjasz, Katarzyna Konat, Martyna Wiankowska - Natalia Padilla-Bidas (46. Ewelina Kamczyk), Adriana Achcińska (45. Gabriela Grzywińska), Dominika Grabowska, Klaudia Lefeld (57. Joanna Wróblewska), Weronika Zawistowska - Nikola Karczewska (66. Karolina Gec).
 Słowacja: Lucia El-Dahaibiová - Andrea Horváthová, Viktória Čeriová, Patrícia Fischerová (64. Diana Bartovičová), Jana Vojteková - Kristína Panáková (25. Ľudmila Maťavková), Mária Mikolajová (64. Stela Semanová), Lucia Ondrušová (78. Diana Lemešová), Dominika Škorvánková (52. Martina Šurnovská), Patrícia Hmírová - Laura Žemberyová (78. Karolína Bayerová).
| 7 kwietnia 2022 20:15 CET | Polska · Karczewska 4', 4', 7', 46', 50', 73' · Zawistowska 17', 58' · Grabowska 44' · Achcińska 45' · Buszewska 65' · Zapała 67' | 12:0(6:0)Raport | Armenia | Stadion GOSiR, Gdynia Widzów: 2000 Sędzia: Désirée Grundbacher |
|                           | |                 |         |                                                                |

 Polska: Kinga Szemik - Anna Zapała, Małgorzata Mesjasz, Paulina Dudek, Zofia Buszewska - Weronika Zawistowska (68. Klaudia Maciążka), Gabriela Grzywińska (68. Klaudia Lefeld), Adriana Achcińska (90. Kinga Kozak), Nikol Kaletka (75. Weronika Kaczor), Dominika Grabowska - Nikola Karczewska (75. Ewa Pajor).
 Armenia: Anastasija Klimowa (37. Mariam Colakjan) - Sydney Vermillion, Nora Eghjan, Liana Ghazarjan, Ani Ghukasjan - Ani Karapetjan (70. Oksanna Pizlowa), Maria Sachinowa (71. Armine Chaczatrjan), Maral Artin, Anna Dallakjan, Nancy Avesyan (60. Weronika Asatrjan) - Claudia Cholakian.
| 12 kwietnia 2022 19:00 CET | Norwegia · Grzywińska 8' (sam.) · Hansen 16' | 2:1(1:1)Raport | Polska · 58' Karczewska | Ullevaal Stadion, Oslo Widzów: 4003 Sędzia: Ivana Projkovska |
|                            |                                              |                |                         |                                                              |

 Norwegia: Cecilie Fiskerstrand - Tuva Hansen, Ingrid Syrstad Engen, Maria Thorisdottir, Amalie Eikeland (70. Maren Mjelde) - Karina Sævik (62. Elisabeth Terland), Lisa Naalsund (46. Vilde Bøe Risa), Frida Maanum, Caroline Graham Hansen, Guro Reiten (83. Guro Bergsvand) - Ada Hegerberg.
 Polska: Karolina Klabis - Anna Zapała, Małgorzata Mesjasz, Paulina Dudek, Zofia Buszewska - Weronika Zawistowska, Adriana Achcińska, Nikol Kaletka (53. Ewa Pajor), Gabriela Grzywińska, Martyna Wiankowska (85. Dominika Kopińska) - Nikola Karczewska.
| 29 czerwca 2022 15:30 CET | Polska · Pajor 45' | 1:3(1:0)Raport | Islandia · 52' Þorvaldsdóttir · 54' Jónsdóttir · 84' Albertsdóttir | Boisko Hotelu Rodan-Groklin, Grodzisk Wielkopolski Widzów: 800 Sędzia: Michalina Diakow |
|                           |                    |                |                                                                    |                                                                                         |

 Polska: Karolina Klabis - Zofia Buszewska (42. Anna Zapała), Małgorzata Mesjasz, Małgorzata Grec, Sylwia Matysik - Weronika Zawistowska (59. Dominika Kopińska), Tanja Pawollek (60. Gabriela Grzywińska), Adriana Achcińska, Ewa Pajor, Martyna Wiankowska (87. Agata Tarczyńska) - Nikola Karczewska (60. Dominika Grabowska).
 Islandia: Sandra Sigurðardóttir - Sif Atladóttir (75. Elísa Viðarsdóttir), Glódís Perla Viggósdóttir, Guðrún Arnardóttir (64. Ingibjörg Sigurðardóttir), Hallbera Guðný Gísladóttir (64. Áslaug Munda Gunnlaugsdóttir) - Karólína Lea Vilhjálmsdóttir (76. Agla María Albertsdóttir), Sara Björk Gunnarsdóttir, Dagný Brynjarsdóttir, Gunnhildur Yrsa Jónsdóttir (83. Alexandra Jóhannsdóttir), Sveindís Jane Jónsdóttir - Berglind Björg Þorvaldsdóttir (64. Svava Rós Guðmundsdóttir).
| 1 września 2022 18:00 CET | Albania · Krasniqi 11' | 1:2(1:2)Raport | Polska · 24', 30' (k.) Pajor | Elbasan Arena, Elbasan Widzów: 200 Sędzia: Lorraine Watson |
|                           |                        |                |                              |                                                            |

 Albania: Viona Rexhepi - Luçije Gjini, Armela Tukaj, Sara Maliqi, Arbenita Curraj - Mimoza Hamidi, Ezmiralda Franja, Gresa Berisha (83. Endrina Elezaj), Megi Doçi, Qëndresa Krasniqi - Kristina Maksuti.
 Polska: Anna Szymańska - Sylwia Matysik, Małgorzata Mesjasz, Paulina Dudek, Martyna Wiankowska - Natalia Padilla-Bidas (65. Agata Tarczyńska), Klaudia Lefeld (71. Kinga Kozak), Tanja Pawollek, Dominika Grabowska, Weronika Zawistowska (90. Natalia Wróbel) - Ewa Pajor (64. Nikola Karczewska).
| 6 września 2022 18:30 CET | Polska · Dudek 3' · Lefeld 11' · Pajor 13', 37', 53', k.' · Mesjasz 35' · Kozak 72' | 7:0(5:0)Raport | Kosowo | Arena Lublin, Lublin Widzów: 2149 Sędzia: Triinu Laos |
|                           |                                                                                     |                |        |                                                       |

 Polska: Kinga Szemik - Sylwia Matysik, Małgorzata Mesjasz, Paulina Dudek, Martyna Wiankowska - Natalia Padilla-Bidas (46. Kayla Adamek), Tanja Pawollek, Klaudia Lefeld (70. Kinga Kozak), Dominika Grabowska, Weronika Zawistowska (46. Natalia Wróbel) - Ewa Pajor (82. Nikol Kaletka).
 Kosowo: Besarta Leci - Edona Kryeziu, Blerta Smaili, Agnesa Gashi, Fatlinda Ramaj - Besarta Hisenaj, Donjeta Halilaj (60. Alketa Rama), Elizabeta Ejupi (90. Albulena Guri), Valentina Metaj (84. Loreta Lulaj), Kaltrina Biqkaj (61. Blerta Shala) - Erëleta Memeti.
| 6 października 2022 19:30 CET | Polska · Pajor 34' · Padilla-Bidas 53' · Wróbel 57' · Karczewska 87' | 4:0(1:0)Raport | Maroko | Estadio La Cartuja, Sewilla |
|                               |                                                                      |                |        |                             |

 Polska: Kinga Szemik - Kayla Adamek (72. Zofia Buszewska), Sylwia Matysik (72. Agata Tarczyńska), Małgorzata Mesjasz, Martyna Wiankowska - Natalia Padilla-Bidas (72. Weronika Kaczor), Tanja Pawollek (72. Katarzyna Konat), Klaudia Lefeld (89. Dominika Kopińska), Dominika Grabowska (31. Nikol Kaletka), Weronika Zawistowska (46. Natalia Wróbel) - Ewa Pajor (46. Nikola Karczewska).
 Maroko: Khadija Errmichi - Zineb Redouani, Siham Boukhami, Nesryne El Chad, Sabah Seghir (76. Ghizlane Chhiri) - Najat Badri (76. Ibtissam Bouharat), Élodie Nakkach, Fatima Tagnaout (64. Sakina Ouzraoui Diki), Samya Hassani - Ibtissam Jraidi (72. Anissa Belkasmi), Salma Amani (64. Sanaâ Mssoudy).
| 9 października 2022 18:30 CET | Polska · Wiankowska 54', 82' | 2:2(0:2)Raport | Argentyna · 15' Banini · 20' Lonigro | Estadio El Palmar, Sanlúcar de Barrameda Sędzia: Nieves Herminia Delgado Beltrán |
|                               |                              |                |                                      |                                                                                  |

 Polska: Karolina Klabis - Zofia Buszewska (46. Sylwia Matysik), Małgorzata Mesjasz, Małgorzata Grec, Martyna Wiankowska - Natalia Padilla-Bidas, Tanja Pawollek, Klaudia Lefeld (46. Kayla Adamek), Nikol Kaletka, Weronika Zawistowska (45. Natalia Wróbel) - Ewa Pajor (46. Nikola Karczewska).
 Argentyna: Vanina Correa (46. Solana Pereyra) - Gabriela Chávez, Vanesa Santana (41. Luana Muñoz), Florencia Bonsegundo, Eliana Stabile (46. Marina Delgado) - Mariana Larroquette, Romina Núñez, Aldana Cometti (46. Ruth Bravo), Daiana Falfán (88. Agustina Vargas), Érica Lonigro (83. Milagros Menéndez) - Estefanía Banini.
| 11 listopada 2022 16:00 CET | Polska · Padilla-Bidas 19', 39' · Wiankowska 28', 63', 90' · Wróbel 48' | 6:0(3:0)Raport | Rumunia | Stadion Miejski, Ostrowiec Świętokrzyski Widzów: 3000 Sędzia: Eszter Urbán |
|                             |                                                                         |                |         |                                                                            |

 Polska: Kinga Szemik - Zofia Buszewska (70. Anna Zapała), Małgorzata Mesjasz, Oliwia Woś, Martyna Wiankowska - Natalia Padilla-Bidas (87. Klaudia Maciążka), Klaudia Lefeld (71. Kinga Kozak), Tanja Pawollek, Natalia Wróbel, Weronika Zawistowska (71. Klaudia Jedlińska) - Ewa Pajor (77. Dominika Kopińska).
 Rumunia: Camelia Ceasar - Claudia Bistrian (59. Mara Bâtea), Teodora Meluță, Maria Ficzay, Brigitta Goder (84. Cristina Botojel), Florentina Olar - Ștefania Vătafu, Ioana Bortan (71. Beata Ambrus), Mihaela Ciolacu (71. Andrea Herczeg) - Cristina Carp (71. Ana Vlădulescu), Laura Rus (59. Carmen Marcu).